# William Greaves
William Michael Herbert Greaves (10 de septiembre de 1897 - 24 de diciembre de 1955) fue un astrónomo británico, especializado en espectrofotometría estelar.

## Biografía
Greaves nació en 1897 en Barbados (por entonces Indias Occidentales Británicas), hijo del doctor E. C. Greaves, un médico formado en la Universidad de Edimburgo. William Greaves se educó en la Lodge School y en el Codrington College (ambos en Barbados), viajando después a Inglaterra para estudiar en el Saint John's College de la Universidad de Cambridge, donde se graduó en 1919 y fue elegido miembro en 1922.

## Carrera
Elegido miembro de la Real Sociedad Astronómica en 1921, desde 1924 hasta 1938 fue ayudante jefe en la institución. En 1938 accedió al cargo de Astrónomo Real de Escocia, y en 1939 resultó elegido miembro de la Royal Society de Edimburgo, propuesto por James Pickering Kendall, Max Born, Edmund Dymond, Ruric Wrigley, Edwin Arthur Baker y Sir Edmund Whittaker. Desempeñó los cargos de secretario de la Sociedad desde 1940 a 1945, y de vicepresidente desde 1946 a 1949.
Permaneció como Astrónomo Real hasta 1955, y fue Regius Professor de Astronomía en la Universidad de Edimburgo durante el mismo periodo, siendo elegido miembro de la Royal Society en 1943. Desde 1947 hasta 1949 ostentó el cargo de presidente de la Real Sociedad Astronómica. En 2013 se le nombró póstumamente miembro de la Real Academia de Ingeniería
Murió en el distrito de Blackford (Edimburgo) la víspera de Navidad del año 1955.

## Familia
En 1926 contrajo matrimonio con Caroline Grace Kitto. Su único hijo, George Richard Herbert Greaves (1941-2008), fue Lector de Matemáticas en la Universidad de Cardiff.

## Reconocimientos y honores
- Miembro de la Royal Society.[3]
- Miembro de la Real Sociedad de Escocia.
- Miembro de la Real Academia de Ingeniería.[4][4]
- Medalla de Oro Tyson de Astronomía.
- Premio Smith en 1921.
- El cráter lunar Greaves lleva este nombre en su memoria.